# Mariaberg (Maastricht)
Mariaberg is een woonwijk in het westen van de Nederlandse stad Maastricht. Het is tevens een van de 44 officiële buurten binnen de gemeente Maastricht.

## Geografische ligging
Mariaberg wordt begrensd door de buurt Biesland in het zuiden, Belfort in het westen, Brusselsepoort in het noorden en Kommelkwartier in het oosten. De buurt grenst tevens aan de Algemene Begraafplaats Tongerseweg. De ingang van de begraafplaats bevindt zich aan de Javastraat, tegenover de zogenaamde "witte huisjes".
Mariaberg bestaat uit drie delen:
- Blauwdorp (ook wel Proosdijveld geheten), de historische arbeidersbuurt ten oosten van de Ruttensingel
- het eigenlijke Mariaberg, tussen Ruttensingel en Florasingel
- Trichterveld, ook wel de "witte huisjes" genoemd, ten westen van de Florasingel.

De buurt is gebouwd op heuvelachtig terrein, wat met name rondom de kerk goed zichtbaar is.

## Naamgeving en geschiedenis
De naam Proosdijveld geeft aan dat deze landerijen ooit bezit waren van de proosdij van Sint Servaas. De naam Blauwdorp ontstond doordat de Rooms-Katholieke woningbouwvereniging Sint Servatius in deze buurt veel woningen bouwde. De kleur blauw werd geassocieerd met katholieken, in tegenstelling tot rood (socialisten). De meeste straatnamen in Blauwdorp refereren aan ambachten en ambachtslieden. De straten rondom de kerk van Mariaberg zijn vernoemd naar bloemen en planten. De straatnamen in Trichterveld verwijzen naar plaatsen in voormalig Nederlands Indië.
Na de slechting van de vestingwerken van Maastricht werd begin 20e eeuw in dit deel van de stad de eerste grotere arbeiderswijk gerealiseerd. De eerste woningen aan de Proosdijweg werden, na een strenge selectie door het kerkbestuur, toegewezen aan “brave” katholieke arbeidersgezinnen. In 1917 bouwde de socialistische woningcorporatie Beter Wonen aan het Minister Goemans Borgesiusplantsoen arbeiderswoningen. De woningen van beide corporaties werden door een muur gescheiden. Deze scheiding was ook zichtbaar in het verenigingsleven. Tijdens de Tweede Wereldoorlog werd een gedeelte van Blauwdorp bij een bombardement getroffen, waarbij 28 doden vielen. Bij de stadsvernieuwing in de jaren 1970 en '80 zijn delen van Blauwdorp gesloopt; andere woningen werden gerenoveerd.
Het middendeel van de buurt, het eigenlijke Mariaberg, is ontstaan vanaf 1935, maar is grotendeels naoorlogs. Trichterveld werd direct na de Tweede Wereldoorlog gebouwd. Er heerste in die tijd grote woningnood en het toenmalige Ministerie van Wederopbouw en Huisvesting had een nieuw type noodwoning ontwikkeld, de bungalow. De gemeente Maastricht koos voor dit type noodwoning in Trichterveld. Aan de Madoerastraat kregen twaalf architecten de kans een proefwoning te bouwen. Uiteindelijk gaf het stadsbestuur de opdracht aan Frans Dingemans.

## Voorzieningen
De buurt heeft een beperkt aantal basisvoorzieningen. Zo is er een klein winkelcentrum, enkele horecagelegenheden, een buurtcentrum en een school voor speciaal onderwijs (de Michaëlschool). De Rooms-Katholieke parochie Onbevlekt Hart van Maria beschikt sinds 2011 niet meer over een eigen kerkgebouw in Mariaberg; de parochie is samengevoegd met die van Wolder en Daalhof. De voormalige parochiekerk is sinds 2015 in gebruik als fitnesscentrum.

## Stedenbouw en architectuur
Aan de randen van de wijk, langs de Tongerseweg, de Hertogsingel en de Sint Annalaan, ligt de oudste bebouwing, vooral herenhuizen uit eind 19e, begin 20e eeuw en een enkele boerderij. Het Proosdijveld werd vanaf 1917 bebouwd door onder andere de woningbouwvereniging Beter Wonen. De complexen arbeiderswoningen van architectenbureau Gulden & Geldmaker zijn verwant aan de Amsterdamse School. Andere architecten die in deze buurt arbeiders- en middenstandswoningen bouwden zijn J.H.H. van Groenendael, H. de Ronde en V.F. Marres & W.J. Sandhövel.

### Rijksmonumenten

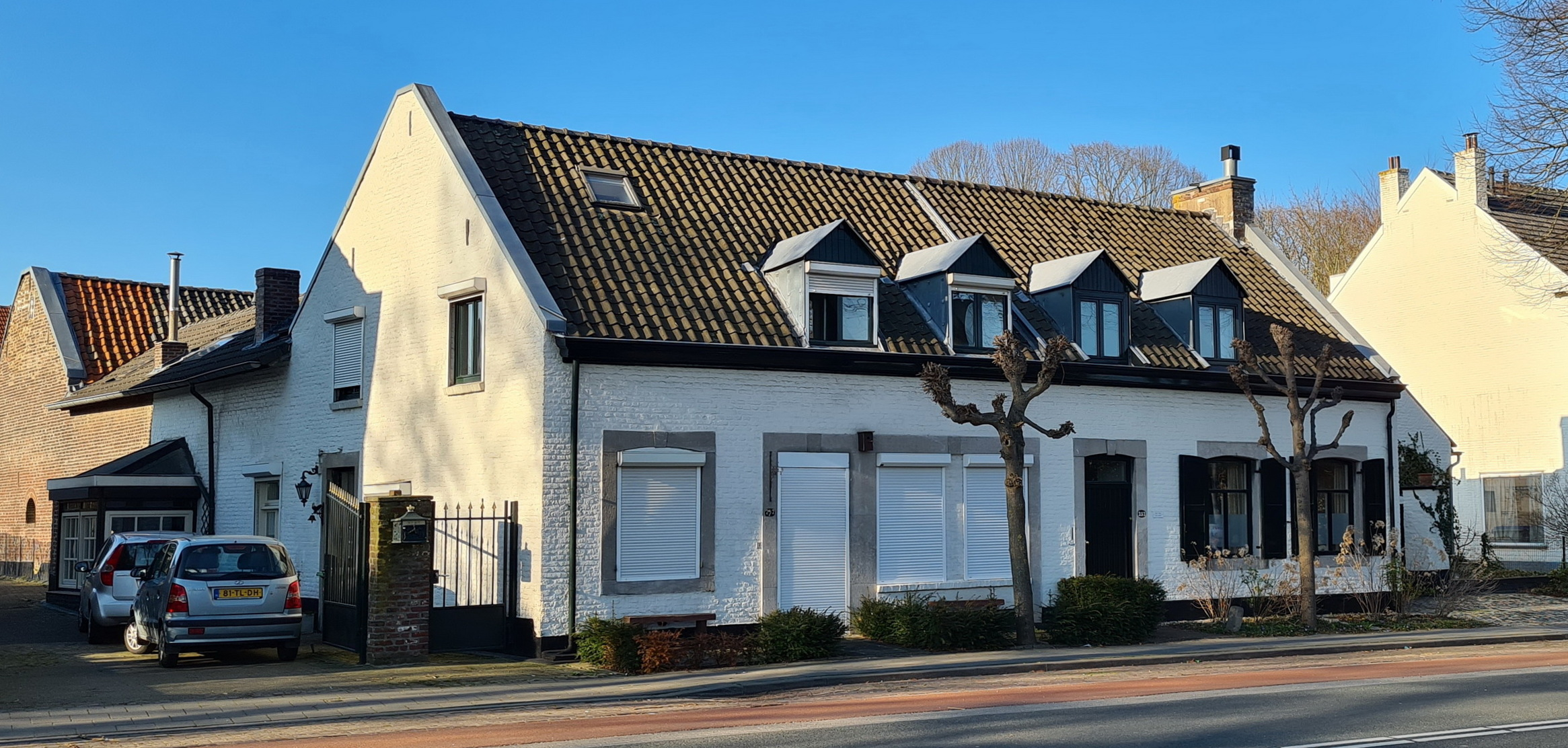
Rijksmonument Tongerseweg 252

Mariaberg telt vijf rijksmonumenten. Tongerseweg 252 is een negentiende-eeuws woonhuis, dat vermoedelijk een overblijfsel is van een boerderij. Aan het Koningin Emmaplein ligt het voormalige tramstation uit omstreeks 1895 in neoclassicistische stijl. Het pand, gebouwd in opdracht van de NMVB, was het vertrekpunt voor de tramlijnen Maastricht-Glons (1894), Maastricht-Tournebride met aansluiting op de lijn Tongeren-Maaseik (1898) en de lijn Maastricht-Vroenhoven-Tongeren (1909). Iets verderop, aan de Sint Annalaan 21, ligt de directievilla van de voormalige brouwerij "De Zwarte Ruiter". De villa uit 1890 is gebouwd in traditionele stijl met elementen van het neoclassicisme. Het interieur is gedeeltelijk nog in originele staat. Typerend voor de vroege volkswoningbouw in Blauwdorp zijn de negen aaneengesloten huizen aan het Volksplein, in 1918 in twee verschillende typen gebouwd in opdracht van de Woningvereniging St. Servatius. De woningen zijn een ontwerp van J.H.H. van Groenendael in eclectische stijl. Kenmerkend zijn de trapgevels, de hoekerker, de rondbogige entrees en de zandstenen speklagen. Aan de Volksbondweg 2 ligt de voormalige katholieke jongensschool, in 1929 in opdracht van het schoolbestuur van de Sint-Lambertusparochie gebouwd. Het vrijstaande schoolgebouw met een L-vormige plattegrond werd door architect Anton Swinkels ontworpen in zakelijk expressionistische stijl.

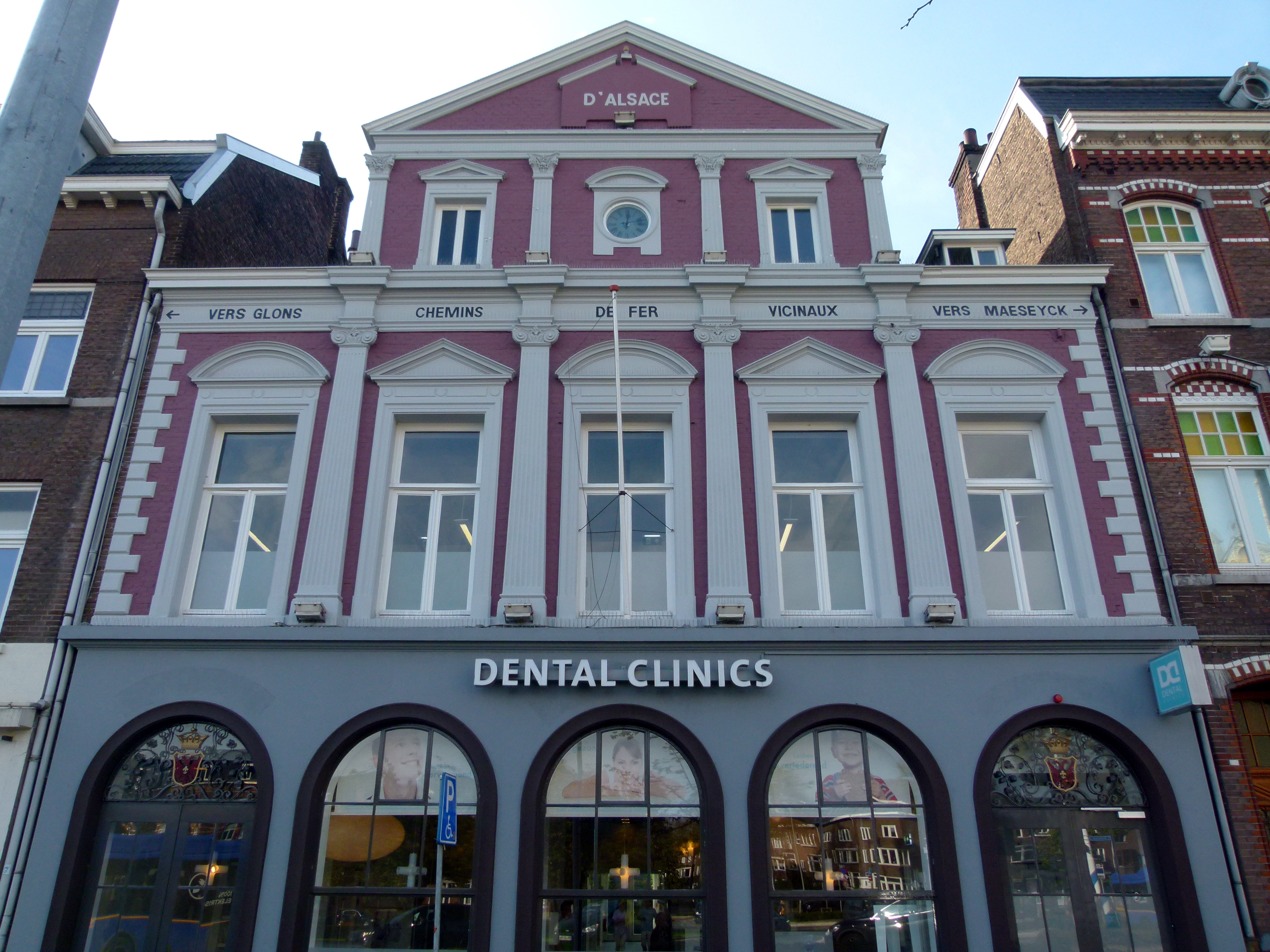
Koningin Emmaplein 10
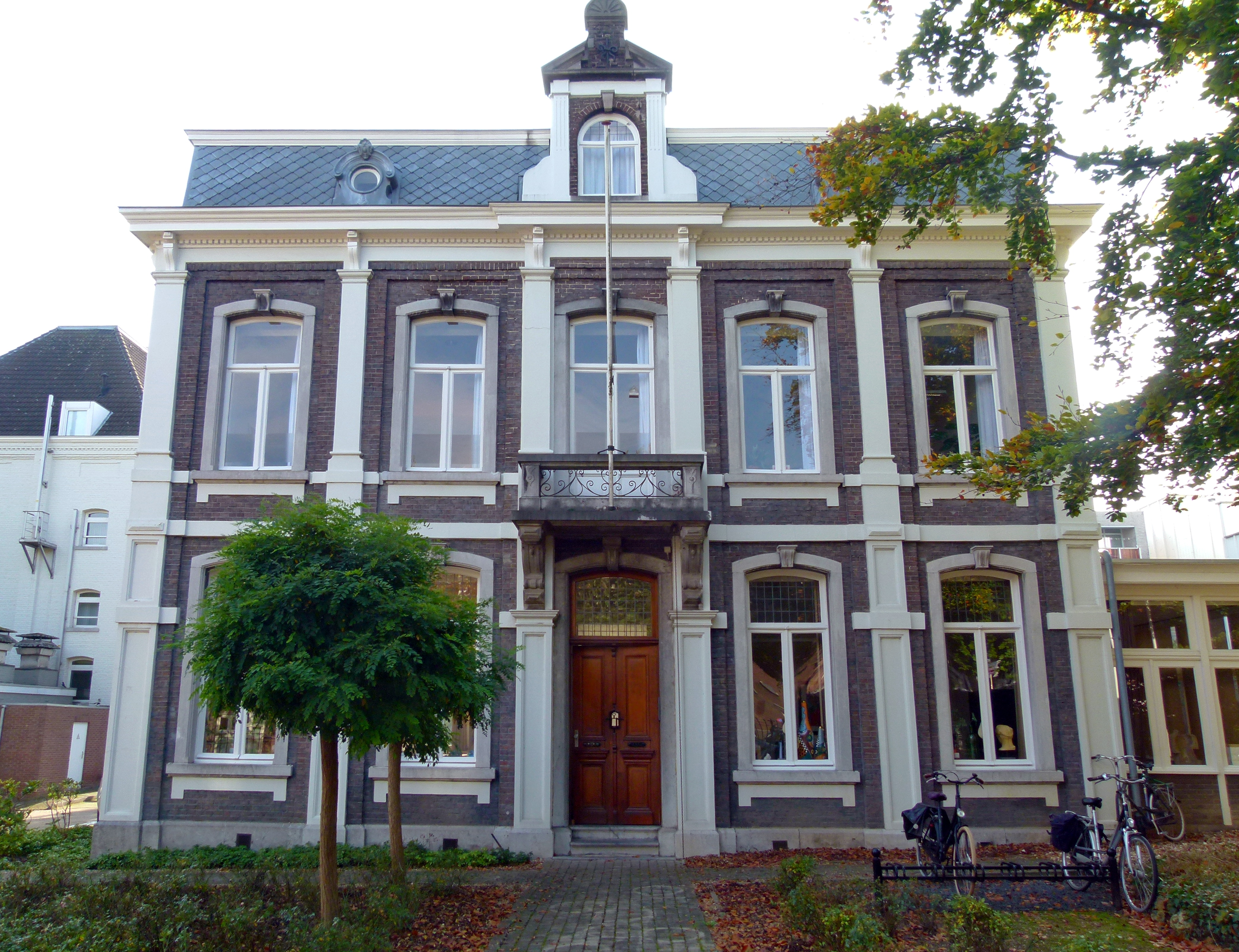
Villa Sint Annalaan
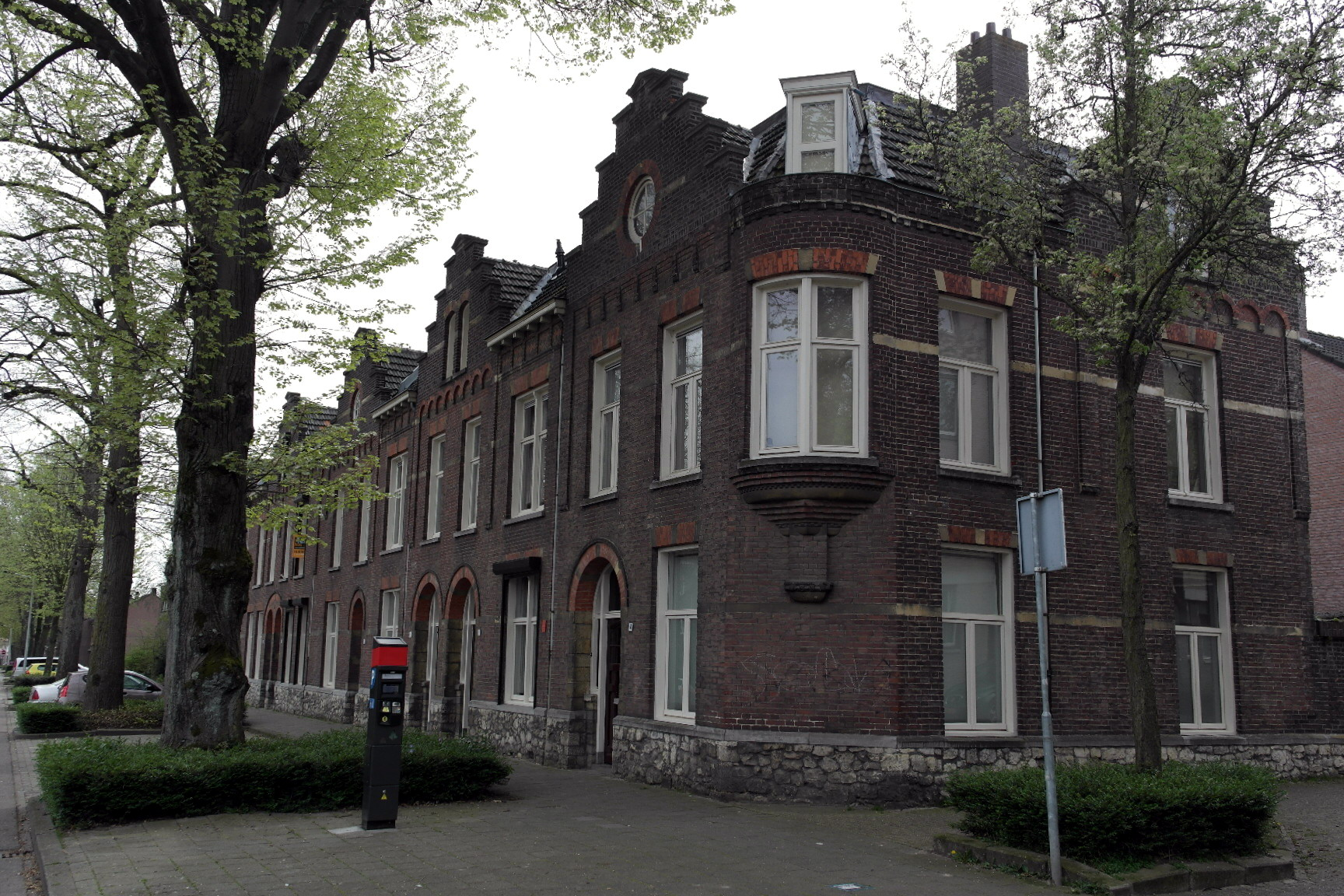
Woningbouw Volksplein
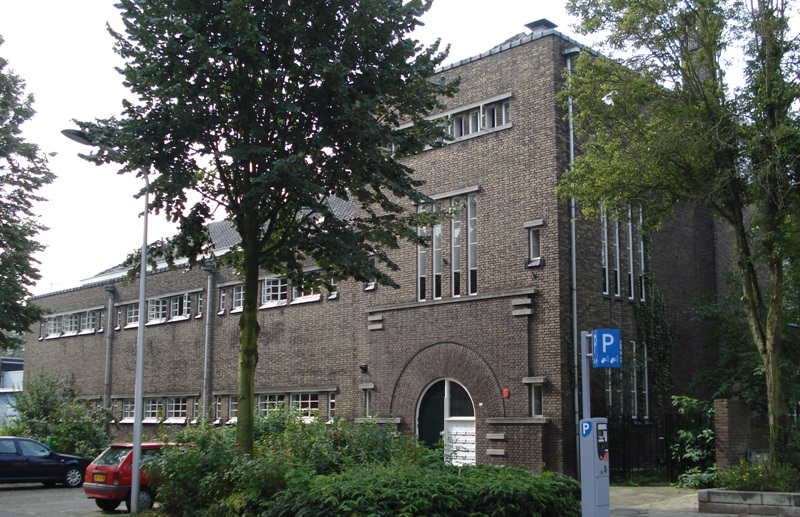
School Volksbondweg

### Gemeentelijke monumenten en overige bebouwing
De buurt Mariaberg telt 83 gemeentelijke monumenten. Omdat sommige monumenten uit complexen met meerdere panden bestaan, gaat het in totaal om 330 objecten. Daaronder bevindt zich een vijftigtal herenhuizen, vooral gelegen aan de Hertogsingel en de Tongerseweg. De meeste andere gemeentelijke monumenten zijn vooroorlogse arbeidershuizen of naoorlogse middenstandshuizen.
Enkele grotere, gemeentelijk beschermde complexen in Blauwdorp zijn de 83 arbeiderswoningen in expressionistische trant aan de Tongerseweg, Cannerplein, Minister Goeman Borgesiusplantsoen, Elisabeth Strouvenlaan, Ambachtsweg, Gildenweg en Proosdijweg (Gulden & Geldmaker, 1918), de twaalf geschakelde woningen aan de Willem Vliegenstraat (Willem Sprenger, 1920) en de dertien geschakelde woningen in een expressionistische stijl met invloeden van de art deco aan de Tongerseweg 84-108 (Jacob London, 1922),
Het middendeel van de wijk heeft een tuindorpachtige aanleg. De pleinen en het vele groen geven dit deel een geheel eigen karakter. Na de Tweede Wereldoorlog werden de flatgebouwen rond het Fatimaplein gebouwd. De bakstenen Onbevlekt Hart van Mariakerk uit 1951-53 is een van de laatste werken van architect Alphons Boosten. De niet meer als zodanig in gebruik zijnde parochiekerk, met haar onvoltooide ronde toren, vormt een imposante aanwezigheid in het centrum van de wijk. Eveneens van Boosten is de in 1951 opgeleverde Sint-Michaëlschool op de hoek Gentiaanstraat/Anjelierenstraat. Enkele gemeentelijk beschermde woningcomplexen in het middendeel van de wijk zijn de 36 arbeiderswoningen aan de Resedastraat, Rozenstraat, Begoniastraat en Gentiaanstraat (A. Knipschild, 1939), de dertien geschakelde woningen aan de Bankastraat en Guineastraat (Harry Koene, 1948) en de drie woongebouwen met portiekflats aan het Fatimaplein (W. Snelder, 1954).
In het westelijk deel van de wijk kwamen in 1947 de 200 'noodwoningen' van architect Frans Dingemans in Trichterveld gereed. Het plan werd uitgevoerd als tuindorp met een open bebouwing van dubbele bungalows met tuinen. De "witte huisjes" zijn nog steeds zeer geliefd, alhoewel ze klein en enigszins gedateerd zijn. Begin 21e eeuw zijn de meeste witte huisjes of bungalows vervangen door nieuwbouw, echter in dezelfde stijl.
Aan de Annadal-rotonde staat de hoge Annadalflat van Gerard Snelder uit 1961. Vlakbij bevindt zich een cluster gebouwen, waar oorspronkelijk een brouwerij, later de bekende meubelfabrikant Artifort was gevestigd. Een deel van het gebouw, inclusief de brouwerijkelders, is omstreeks 2010 verbouwd tot appartementengebouw. Aan de Tongerseweg ligt het voormalige studiocomplex van de Regionale Omroep Zuid uit 1979, waar van 2006 tot 2012 het poppodium Muziekgieterij was gevestigd.

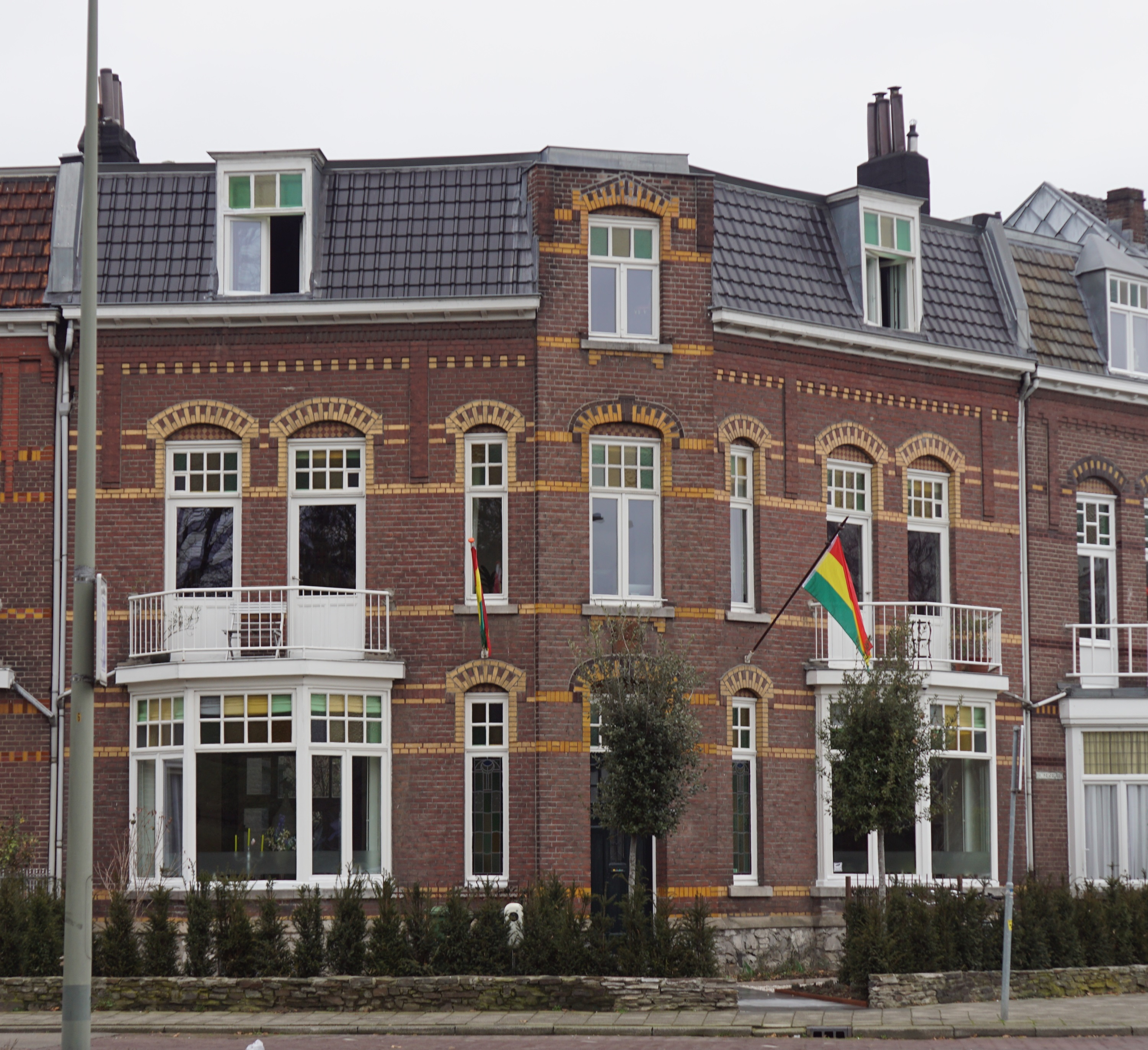
Tongerseweg 36
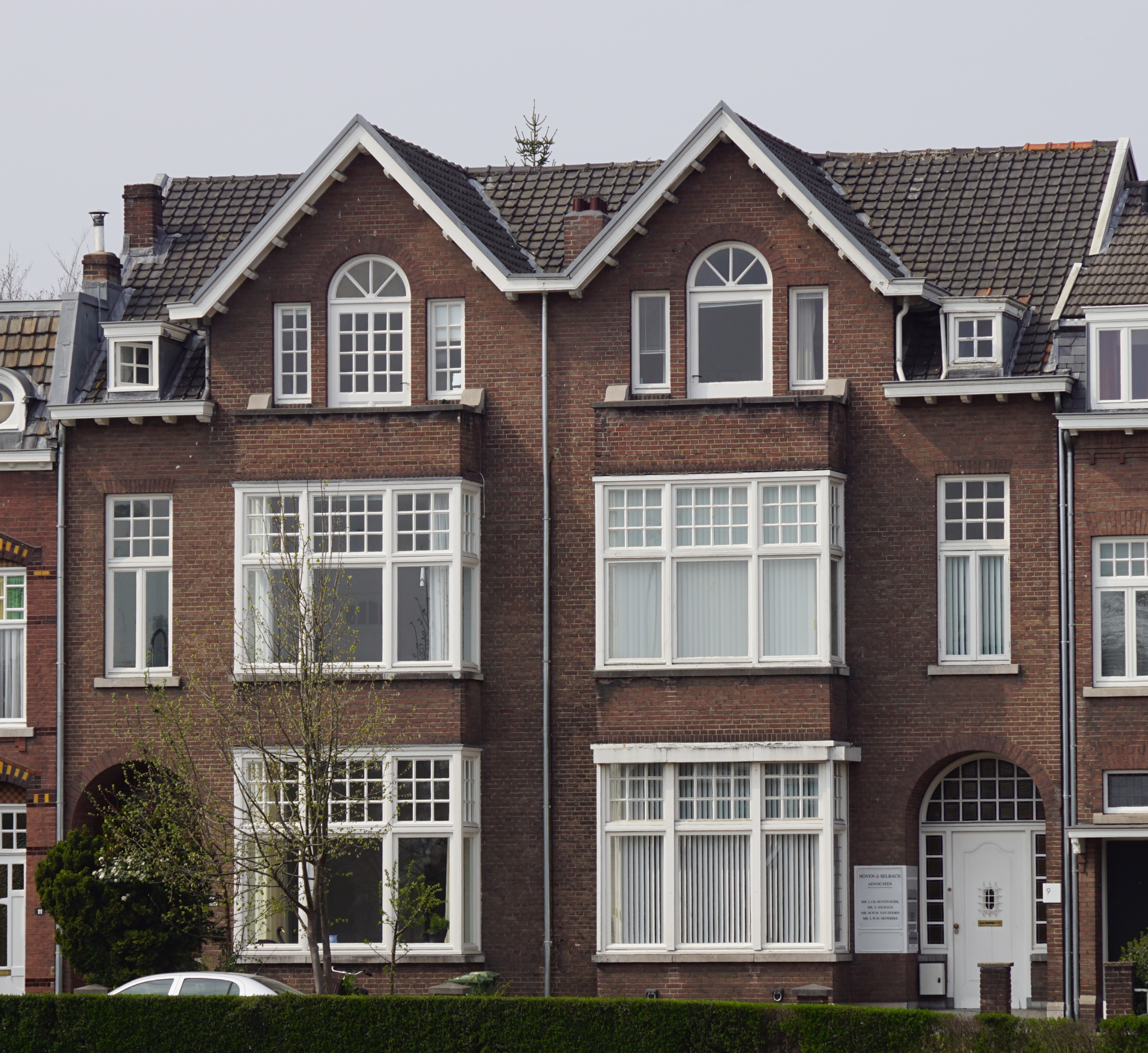
Tongerseplein 9-10
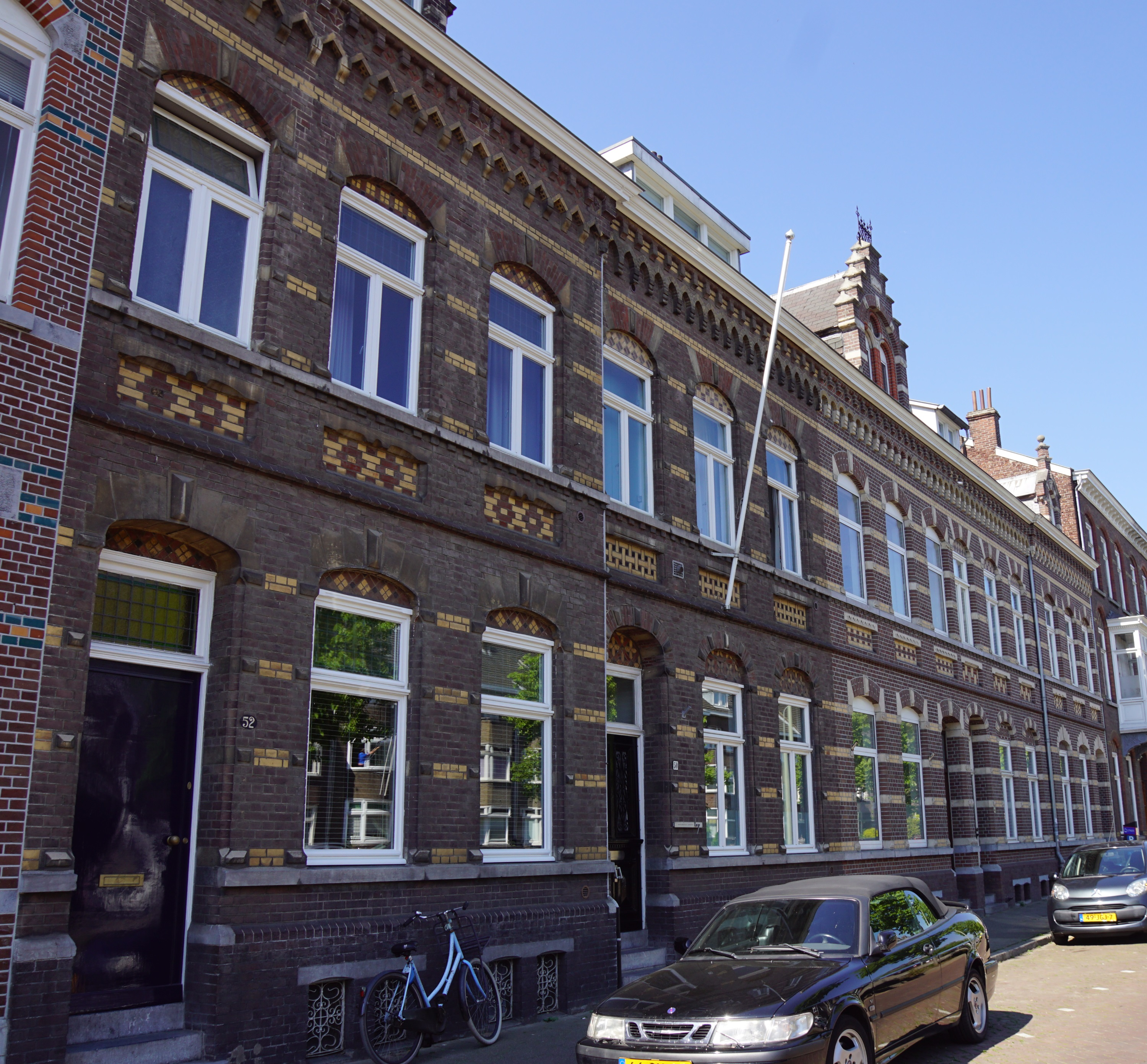
Hertogsingel 44-52
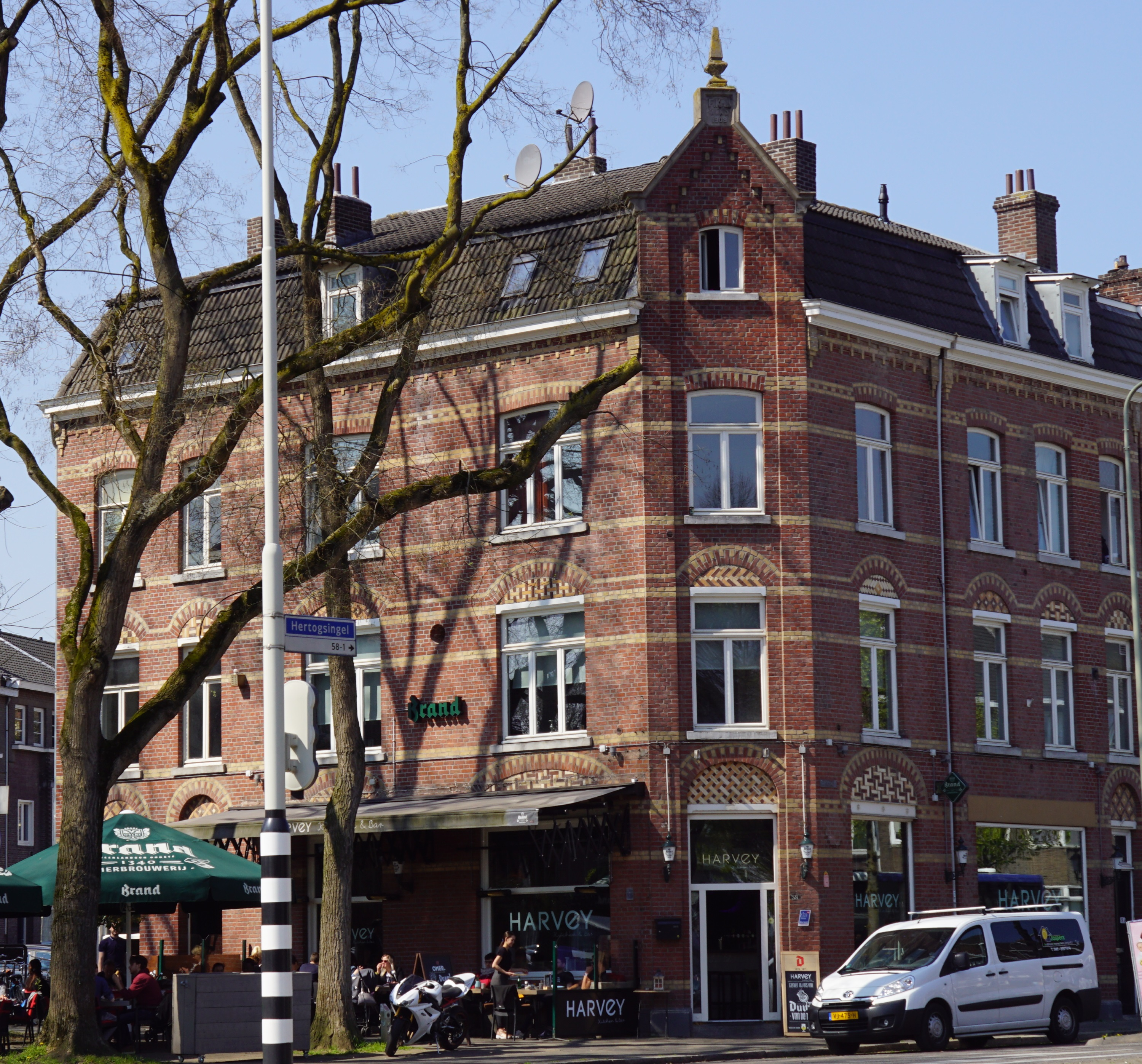
Hertogsingel 58
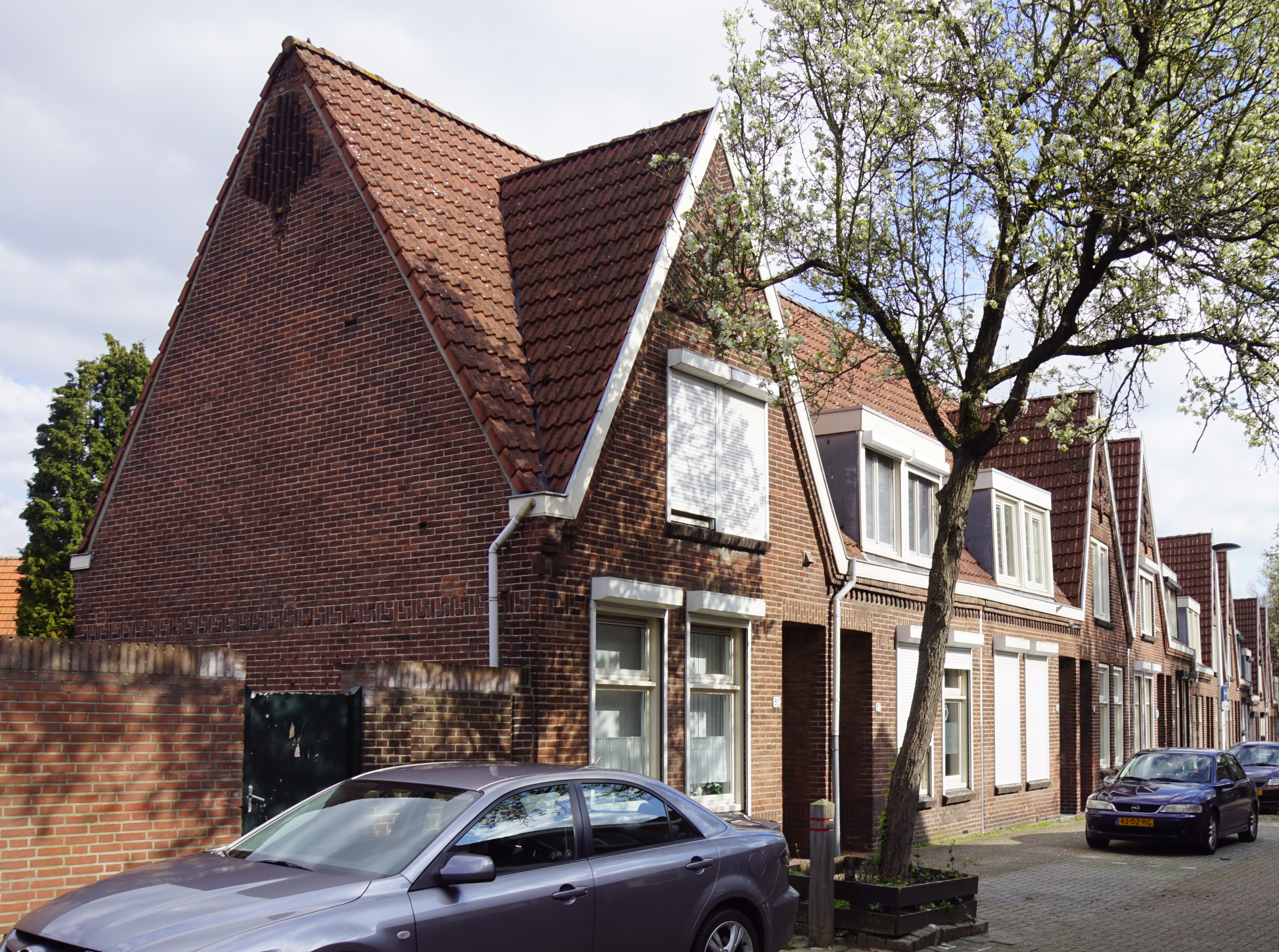
Proosdijweg 85-115
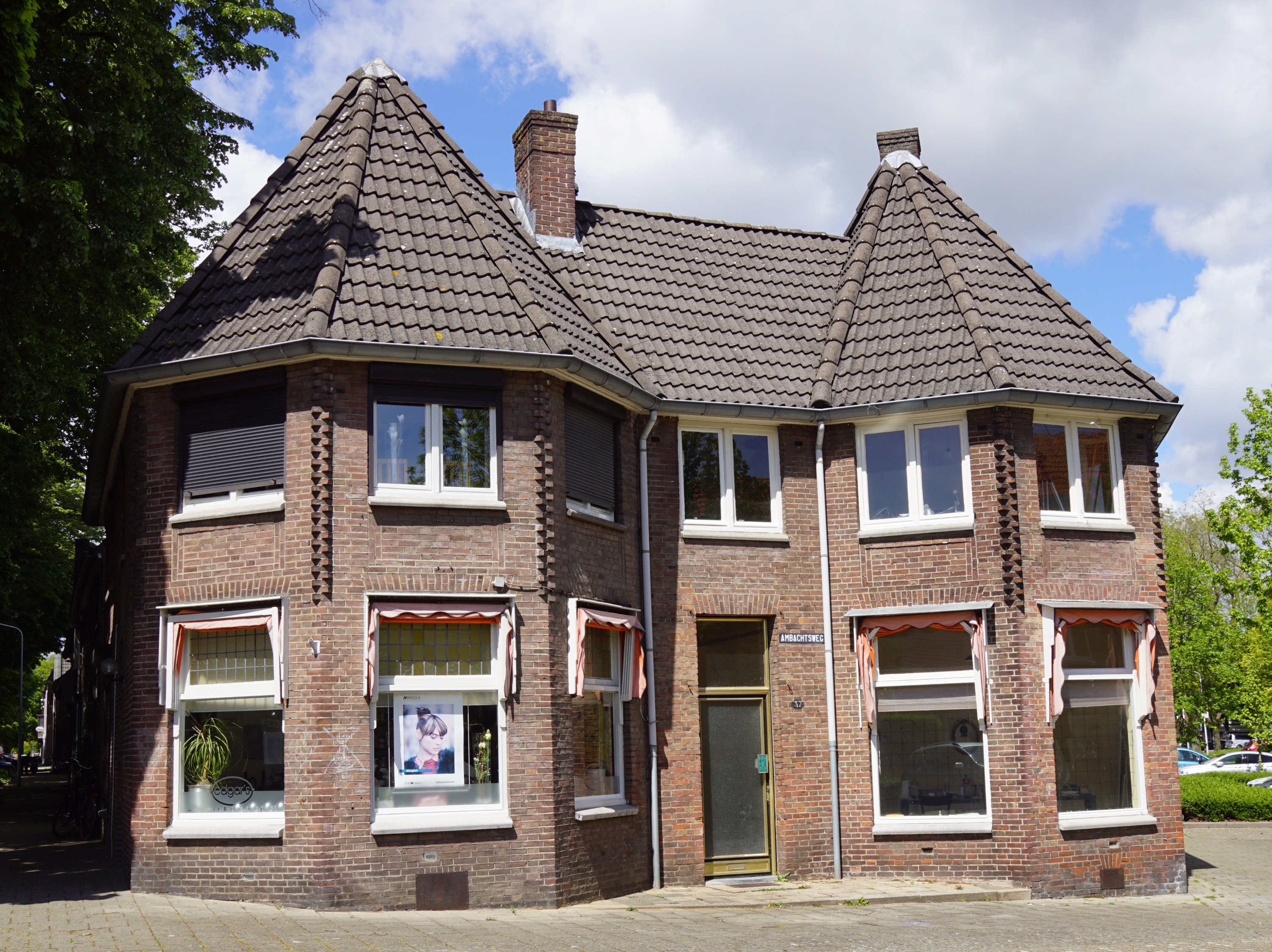
Ambachtsweg 35-37
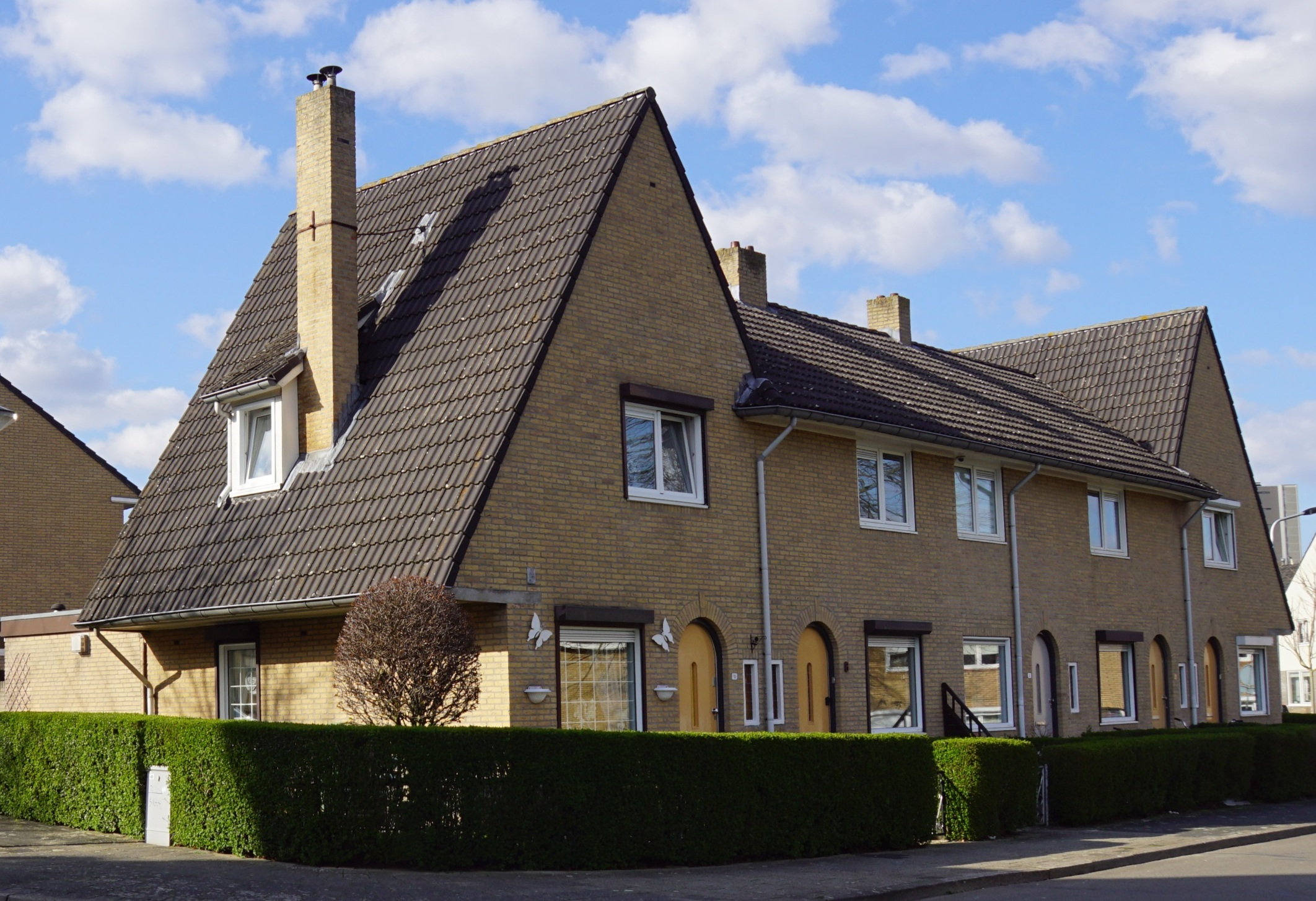
Gentiaanstraat 2-10
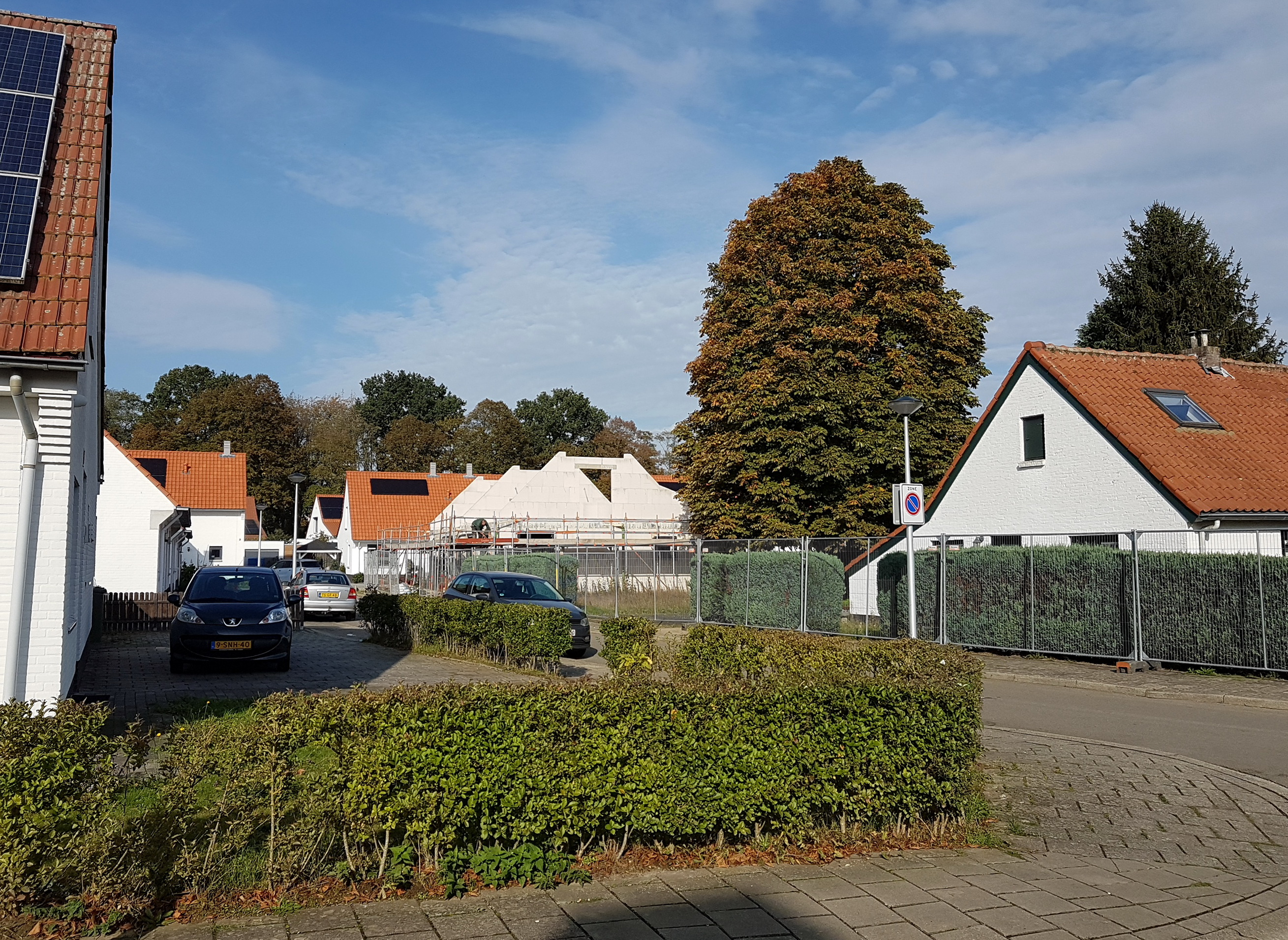
"Witte huisjes" Trichterveld
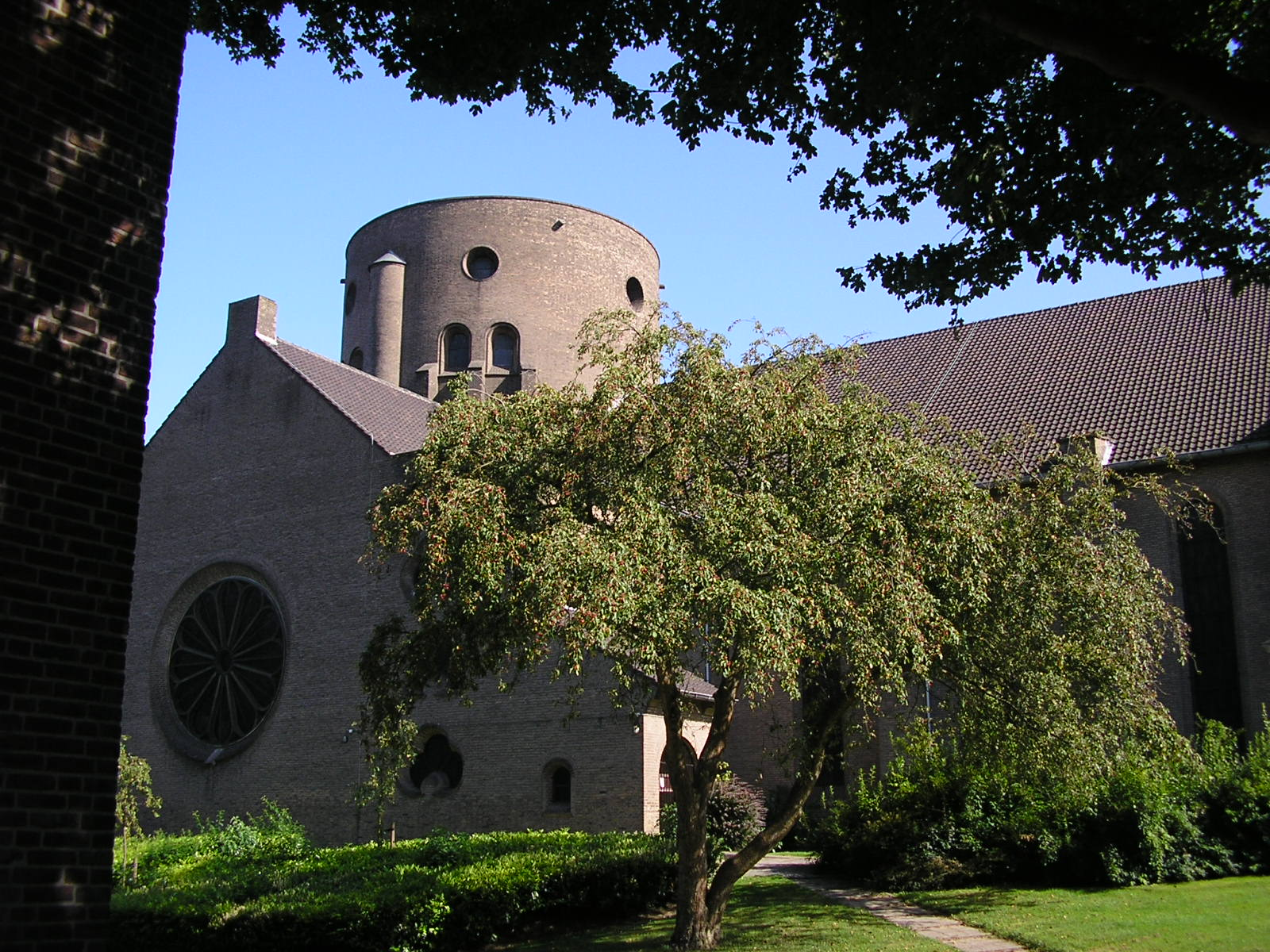
Vm. kerk Fatimaplein
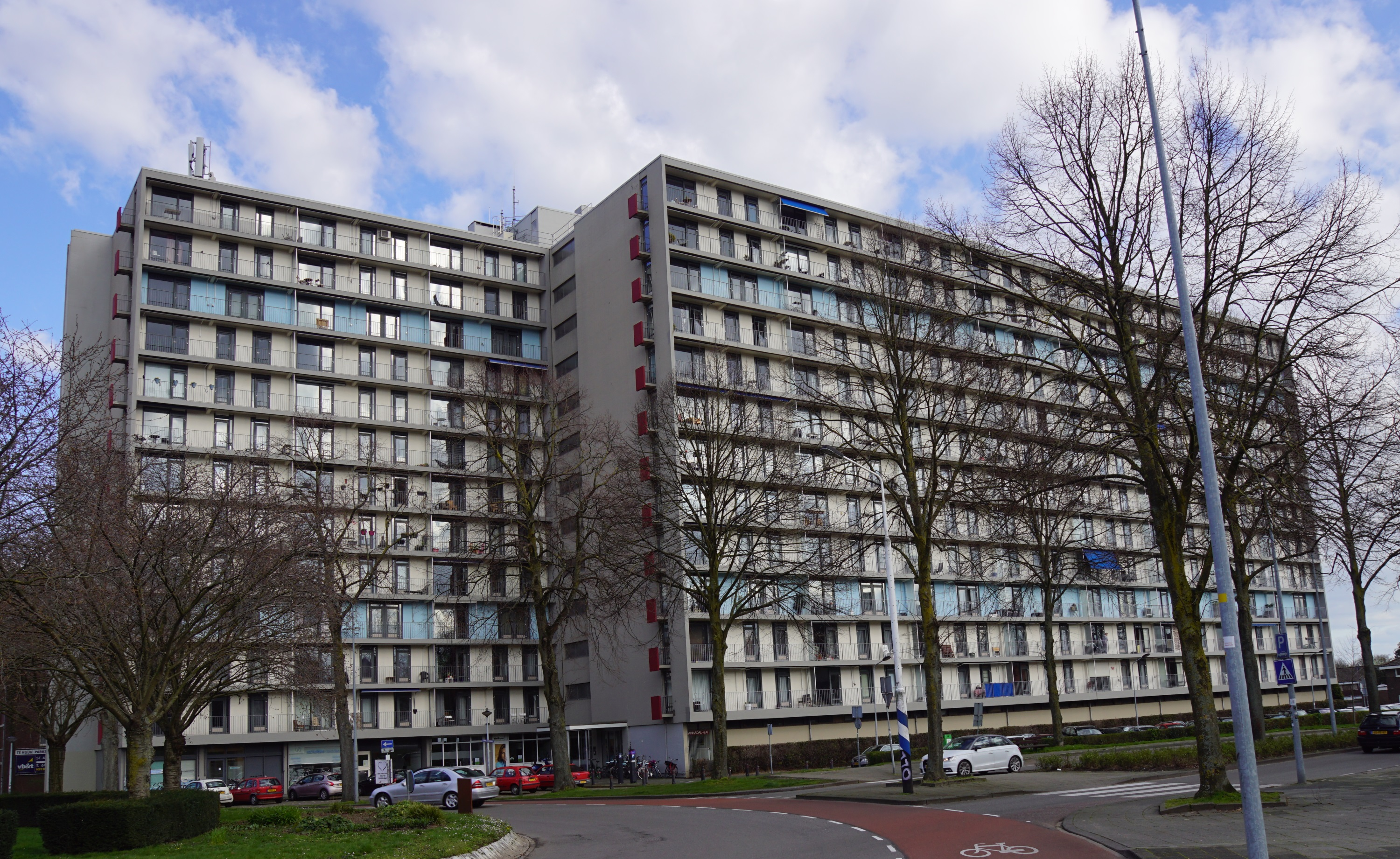
Annadalflat
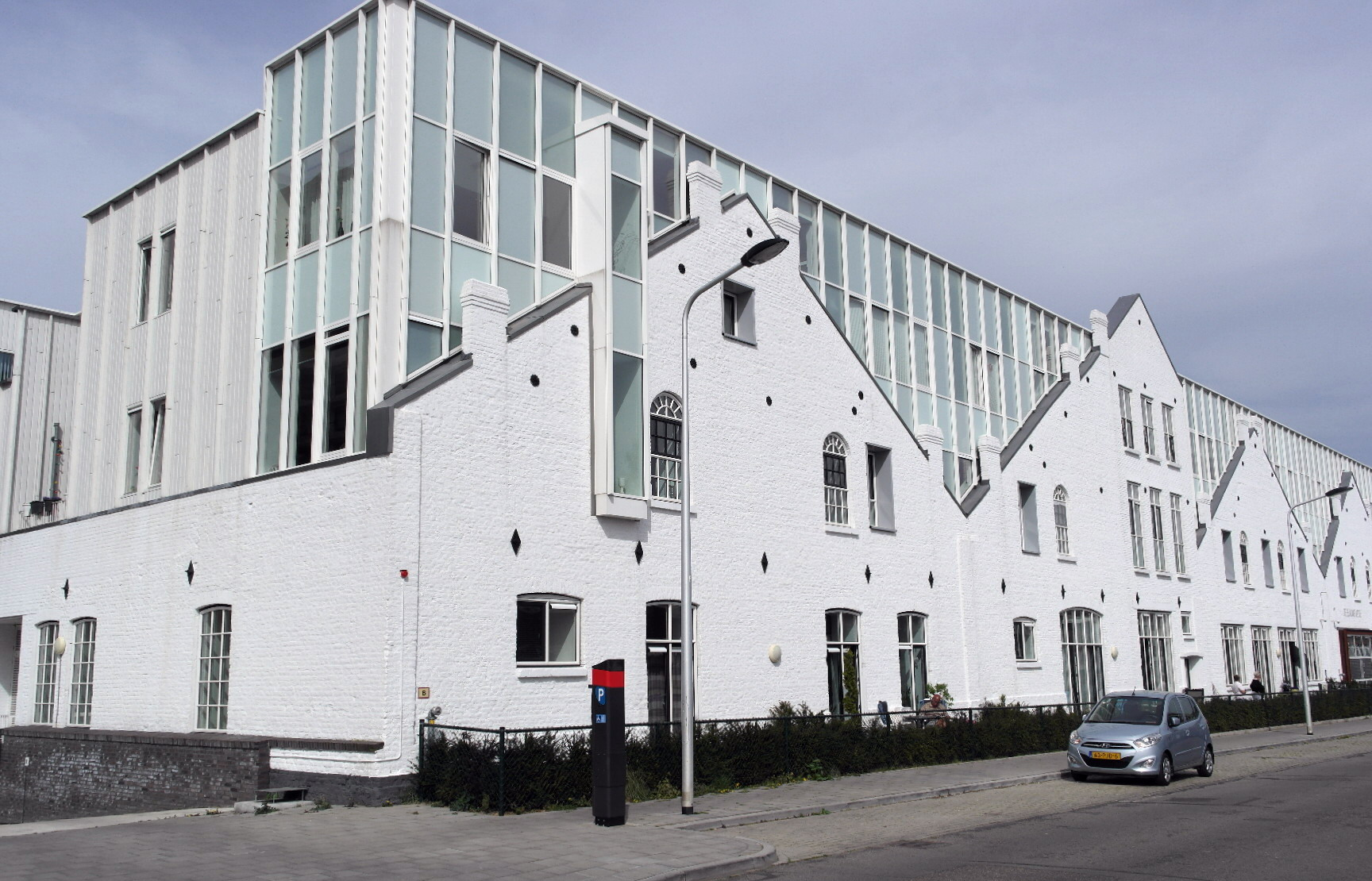
Nieuwbouw Artifort
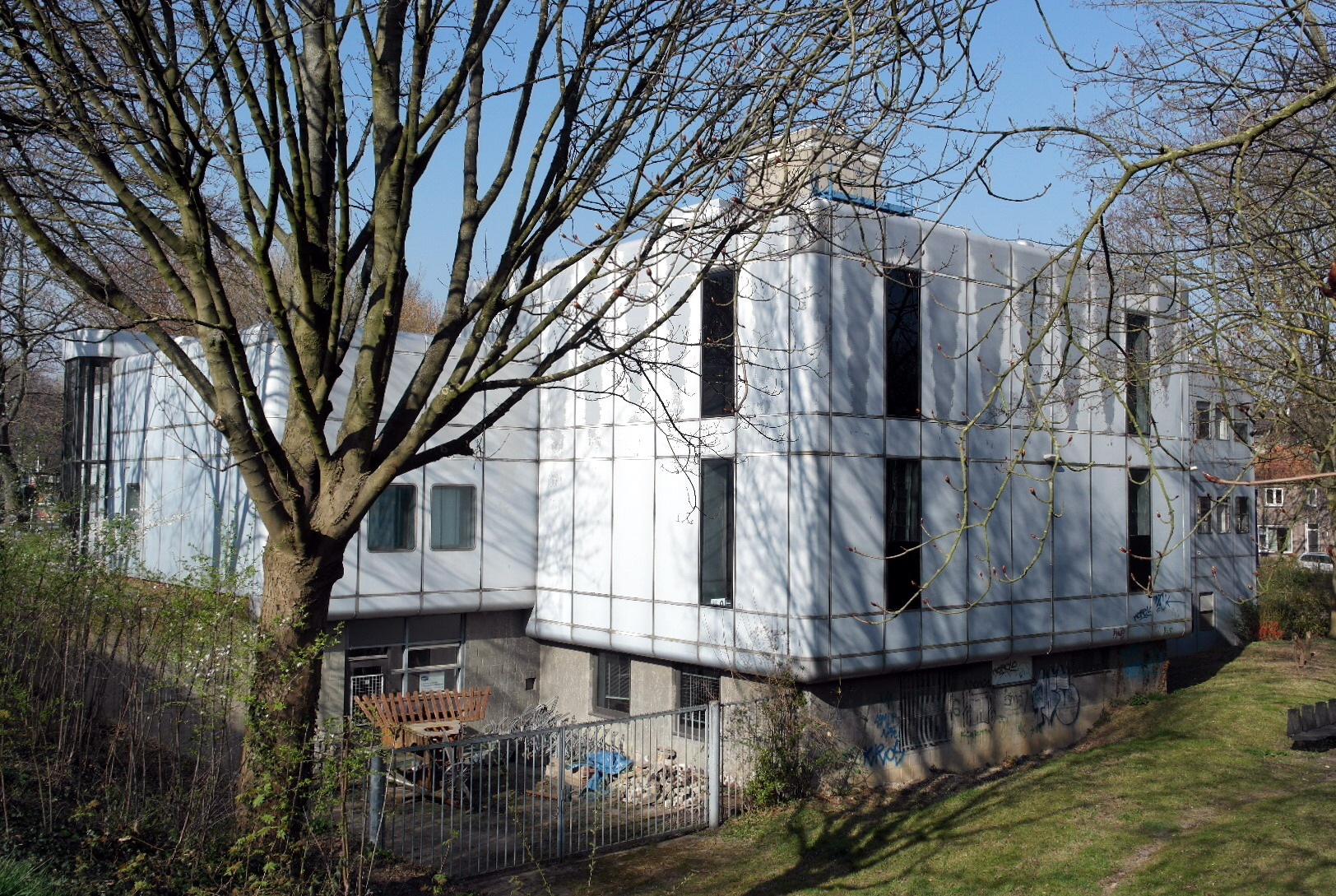
ROZ-gebouw Bankastraat